# 25e cérémonie des Goyas
La 25e cérémonie des Goyas (ou Premios Goya), organisée par l'Academia de las artes y las ciencias cinematográficas de España, a eu lieu le 13 février 2011 au Palais municipal des congrès de Madrid et a récompensé les films sortis en 2010. Elle a été présentée par Andreu Buenafuente.
Le film Pain noir (Pa negre) de Agustí Villaronga est le film le plus récompensé avec neuf prix dont le Prix Goya du meilleur film, le Prix Goya du meilleur réalisateur, le Prix Goya de la meilleure actrice pour Nora Navas et le Prix Goya de la meilleure actrice dans un second rôle pour Laia Marull,.

## Palmarès

### Meilleur film
- Pain noir (Pa negre) de Agustí Villaronga
  - Balada triste (Balada triste de trompeta) de Álex de la Iglesia
  - Buried (Enterrado) de Rodrigo Cortés
  - Même la pluie (También la lluvia) de Icíar Bollaín

### Meilleur réalisateur
- Agustí Villaronga pour Pain noir (Pa negre)
  - Álex de la Iglesia pour Balada triste (Balada triste de trompeta)
  - Rodrigo Cortés pour Buried (Enterrado)
  - Icíar Bollaín pour Même la pluie (También la lluvia)

### Meilleur acteur
- Javier Bardem pour son rôle dans Biutiful
  - Antonio de la Torre pour son rôle dans Balada triste (Balada triste de trompeta)
  - Ryan Reynolds pour son rôle dans Buried (Enterrado)
  - Luis Tosar pour son rôle dans Même la pluie (También la lluvia)

### Meilleure actrice
- Nora Navas pour son rôle dans Pain noir (Pa negre)
  - Elena Anaya pour son rôle dans Habitación en Roma
  - Emma Suárez pour son rôle dans La mosquitera
  - Belén Rueda pour son rôle dans Les Yeux de Julia (Los ojos de Julia)

### Meilleur acteur dans un second rôle
- Karra Elejalde pour son rôle dans Même la pluie (También la lluvia)
  - Eduard Fernández pour son rôle dans Biutiful
  - Álex Angulo pour son rôle dans El gran Vázquez
  - Sergi López pour son rôle dans Pain noir (Pa negre)

### Meilleure actrice dans un second rôle
- Laia Marull pour son rôle dans Pain noir (Pa negre)
  - Terele Pávez pour son rôle dans Balada triste (Balada triste de trompeta)
  - Ana Wagener pour son rôle dans Biutiful
  - Pilar López de Ayala pour son rôle dans Lope

### Meilleur nouveau réalisateur
- David Pinillos pour Bon appétit

### Meilleur espoir masculin
- Francesc Colomer pour son rôle dans Pain noir (Pa negre)
  - Juan Carlos Aduviri pour son rôle dans Même la pluie (También la lluvia)
  - Manuel Camacho pour son rôle dans L'Enfant loup (Entrelobos)
  - Oriol Vila pour son rôle dans Todas las canciones hablan de mí

### Meilleur espoir féminin
- Marina Comas pour son rôle dans Pain noir (Pa negre)
  - Aura Garrido pour son rôle dans Planes para mañana
  - Carolina Bang pour son rôle dans Balada triste (Balada triste de trompeta)
  - Natasha Yarovenko pour son rôle dans Habitación en Roma

### Meilleur scénario original
- Chris Sparling pour Buried (Enterrado)
  - Álex de la Iglesia pour Balada triste (Balada triste de trompeta)
  - Alejandro González Iñárritu, Armando Bo et Nicolás Giacobone pour Biutiful
  - Paul Laverty pour Même la pluie (También la lluvia)

### Meilleur scénario adapté
- Agustí Villaronga pour Pain noir (Pa negre)
  - Jordi Cadena pour Elisa K
  - Julio Medem pour Pain noir (Pa negre)
  - Ramón Salazar pour Trois mètres au-dessus du ciel (Tres metros sobre el cielo)

### Meilleure photographie
- Antonio Riestra pour Pain noir (Pa negre) 
  - Kiko de la Rica pour Balada triste (Balada triste de trompeta)
  - Rodrigo Prieto pour Biutiful
  - Eduard Grau pour Buried (Enterrado)

### Meilleur montage
- Rodrigo Cortés pour Buried (Enterrado)
  - Alejandro Lázaro pour Balada triste (Balada triste de trompeta)
  - Stephen Mirrione pour Biutiful
  - Ángel Hernández Zoido pour Même la pluie (También la lluvia)

### Meilleure direction artistique
- Cristina Zumárraga pour Même la pluie (También la lluvia)
  - Yousaf Bhokari pour Balada triste (Balada triste de trompeta)
  - Edmon Roch Colom et Toni Novella pour Lope
  - Aleix Castellón pour Pain noir (Pa negre)

### Meilleurs costumes
- Tatiana Hernández pour Lope
  - Paco Delgado pour Balada triste (Balada triste de trompeta)
  - Mercè Paloma pour Pain noir (Pa negre)
  - Sonia Grande pour Même la pluie (También la lluvia)

### Meilleurs maquillages et coiffures
- José Quetglas, Pedro Rodríguez Pedrati et Nieves Sánchez Torres pour Balada triste (Balada triste de trompeta)
  - Karmele Soler, Martín Trujillo Macías et Paco Rodríguez pour Lope
  - Alma Casal et Satur Merino pour Pain noir (Pa negre)
  - Karmele Soler et Paco Rodríguez pour Même la pluie (También la lluvia)

### Meilleur son
- Charly Schmukler et Diego Garrido pour Balada triste (Balada triste de trompeta)

### Meilleurs effets visuels
- Reyes Abades et Ferrán Piquer pour Balada triste (Balada triste de trompeta)

### Meilleure musique originale
- Alberto Iglesias pour Même la pluie (También la lluvia)
  - Roque Baños pour Balada triste (Balada triste de trompeta)
  - Gustavo Santaolalla pour Biutiful
  - Víctor Reyes pour Buried (Enterrado)

### Meilleur film étranger en langue espagnole
- La Vie des poissons (La vida de los peces) de Matías Bize
  - Contracorriente de Javier Fuentes-León
  - L'Homme d'à côté (El Hombre de al lado) de Mariano Cohn et Gastón Duprat
  - El infierno de Luis Estrada

### Meilleur film européen
- Le Discours d'un roi (The King's Speech) de Tom Hooper
  - The Ghost Writer de Roman Polanski
  - Le Ruban blanc (Das weiße Band) de Michael Haneke
  - Un prophète de Jacques Audiard

### Meilleur film d'animation
- Chico et Rita (Chico y Rita) de Fernando Trueba et Javier Mariscal
  - El tesoro del rey Midas de Maite Ruiz de Austri
  - La tropa de trapo en el país donde siempre brilla el sol de Álex Colls
  - Las aventuras de Don Quijote de Antonio Zurera

### Prix Goya d'honneur
- Mario Camus

## Statistiques

### Nominations multiples
15 : Balada triste (Balada triste de trompeta)

### Récompenses multiples
9 : Pain noir (Pa negre)